# Steffi Häberlin
Pour les articles homonymes, voir Häberlin.
Steffi Häberlin, née le 11 décembre 1997 à Münsterlingen, est une coureuse cycliste suisse. Spécialiste de VTT cross-country, elle pratique également le cyclisme sur route et le cyclo-cross.

## Biographie
Steffi Häberlin naît le 11 décembre 1997 à Münsterlingen (Suisse).
En octobre 2024, Steffi Häberlin signe pour intégrer l'effectif de l'équipe SD Worx-Protime à partir de la saison 2025 pour deux saisons,.
En juin 2025, elle devient championne de Suisse sur route, devançant au sprint Élise Chabbey d'une seconde,.

## Vie privée
Elle est en couple avec le cycliste Julian Schelb.

## Palmarès en VTT

### Championnats du monde
- Les Gets 2022
  - 9e du cross-country short track

### Coupe du monde
- Coupe du monde de cross-country
  - 2022 : 23e du classement général
  - 2024 : 24e du classement général

- Coupe du monde de cross-country short track
  - 2022 : 30e du classement général
  - 2024 : 20e du classement général

### Championnats d'Europe
- Evolène 2021
  -  Médaillée d'argent du cross-country marathon
- Krynica-Zdrój 2023
  - 9e du cross-country

### Championnats de Suisse
- 2020
  -  Championne de Suisse de cross-country marathon
- 2022
  -  Championne de Suisse de cross-country marathon

## Palmarès sur route

### Par années
- 2025
  -  Championne de Suisse sur route
  - 5e du Tour de Romandie

### Résultats sur les grands tours

#### Tour d'Italie
1 participation
- 2025 : 40e

### Classements mondiaux
| Année                                 | 2020 | 2021 | 2022  | 2023 | 2024 |
| ------------------------------------- | ---- | ---- | ----- | ---- | ---- |
| Classement UCI                        | 301e | nc   | 1050e | 857e | 706e |
| UCI World Tour                        | nc   | nc   | nc    | 267e | 208e |
|                                       |      |      |       |      |      |
| Légende : nc = non classéSource : UCI |      |      |       |      |      |